# Theischingeria rieki
Theischingeria rieki är en tvåvingeart som beskrevs av Peter Zwick 1998. Theischingeria rieki ingår i släktet Theischingeria och familjen Blephariceridae. Inga underarter finns listade i Catalogue of Life.